# 카코포니
카코포니 (Cacophony)는 대한민국의 아트 팝 음악가이다. 그녀는 2018년 첫 정규 음반 화 [和]를 발매했으며, 2019년 몽 [夢]을 발매했다. 2021년 EP Reborn을 발매했으며, 2023년 3번째 정규 음반 DIPUC의 발매를 발표했다. 예명인 카코포니는 "불협화음"을 뜻한다.

## 음반 목록

### 정규 음반
- 화 [和] (2018)
- 몽 [夢] (2019)
- DIPUC (2023)

### EP
- Reborn (2021)